# Ignasi Iglésias
Ignasi Iglésias (n. 19 august 1871 - d. 9 octombrie 1928) a fost un dramaturg și poet catalan.
Opera sa dramatică are un caracter umanitar și tendință populistă, influențată de Ibsen și Maeterlinck și evocă, în tonalități grave, conflicte, sentimente și tradiții locale din Catalonia.
Versurile au ca adresă pe cei defavorizați ai sociatății.

## Scrieri
- 1892: Inconștienții ("Els inconscients")
- 1893: Înger de noroi ("L'angel de fang")
- 1902: Mama veșnică ("La mare eterna")
- 1902: Oferte ("Ofrenes")
- 1906: Floarea soarelui ("Girasol"), opera sa cea mai valoroasă
- 1909: Soleiades ("Singurătăți")
- 1927: Vatra stinsă ("La llar apagada")